# Modern Farmer
Modern Farmer (hangeul: 모던파머, latinizzazione riveduta: Modeon pameo) è una serie televisiva sudcoreana trasmessa su SBS dal 18 ottobre al 27 dicembre 2014.

## Trama
I membri della rockband Excellent Souls (ExSo) decidono di lasciare le loro vite a Seul per trasferirsi in un villaggio di campagna e coltivare la terra che la nonna di Lee Min-ki gli ha lasciato dopo la sua morte. Arrivato al villaggio, Min-ki vi ritrova il suo primo amore, Kang Yoon-hee.

## Personaggi
- Lee Min-ki, interpretato da Lee Hong-gi
- Kang Hyeok, interpretato da Park Min-woo
- Yoo Han-cheol, interpretato da Lee Si-eon
- Han Ki-joon, interpretato da Kwak Dong-yeon
- Kang Yoon-hee, interpretata da Lee Ha-nui
- Kang Young-sik, interpretato da Lee Han-wi
- Yoon Hye-jung, interpretata da Lee Il-hwa
- Park Hong-gu, interpretato da Kim Jae-hyun
- Kang Min-ho, interpretato da Hwang Jae-won
- Han In-ki, interpretato da Kim Byung-ok
- Han Sang-eun, interpretata da Park Jin-joo
- Park Deuk-chool, interpretato da Jo Sang-gun
- Lee Yong-nyeo, interpretata da Kim Bu-seon
- Park Sang-deuk, interpretato da Seo Dong-won
- Lee Soo-yeon, interpretata da Kwon Min-a
- Hwang Man-gu, interpretato da Park Young-soo
- Diana, interpretata da Maria
- Hwang Min-gook, interpretato da Lincoln Paul Albert
- Kim Soon-boon, interpretato da Oh Young-shil
- Hwang Yi-ji, interpretata da Jo Woo-ri
- Song Hwa-ran, interpretata da Han Joo-hyun
- Yoo Mi-young, interpretata da Jung Shi-ah
- Choi Eun-woo, interpretata da Jang Seo-hee
- Han Yoo-na, interpretata da Han Bo-reum
- Yoon Mi-ja, interpretata da Yoo Ji-yeon

## Ascolti
| Episodio | Data di trasmissione | Dati TNMS           | Dati TNMS                  | Dati AGB            | Dati AGB                   |
| Episodio | Data di trasmissione | A livello nazionale | Area metropolitana di Seul | A livello nazionale | Area metropolitana di Seul |
| -------- | -------------------- | ------------------- | -------------------------- | ------------------- | -------------------------- |
| 1        | 18 ottobre 2014      | 4,8%                | 5,2%                       | 4,3%                | 4,9%                       |
| 2        | 19 ottobre 2014      | 4,9%                | 5,3%                       | 5,2%                | 5,6%                       |
| 3        | 25 ottobre 2014      | 4,5%                | 5,1%                       | 4,9%                | 5,2%                       |
| 4        | 26 ottobre 2014      | 5,3%                | 6,1%                       | 5,4%                | 6,5%                       |
| 5        | 1 novembre 2014      | 5,6%                | 6,6%                       | 5,1%                | 5,8%                       |
| 6        | 2 novembre 2014      | 5,4%                | 6,4%                       | 6,3%                | 7,1%                       |
| 7        | 8 novembre 2014      | 3,9%                | 4,5%                       | 4,6%                | 5,2%                       |
| 8        | 9 novembre 2014      | 4,6%                | 4,9%                       | 5,0%                | 5,4%                       |
| 9        | 15 novembre 2014     | 4,3%                | 4,6%                       | 5,1%                | 5,5%                       |
| 10       | 16 novembre 2014     | 4,3%                | 4,9%                       | 4,4%                | 4,9%                       |
| 11       | 22 novembre 2014     | 3,6%                | 4,0%                       | 4,3%                | 4,7%                       |
| 12       | 23 novembre 2014     | 4,5%                | 4,7%                       | 4,6%                | 4,6%                       |
| 13       | 29 novembre 2014     | 3,7%                | 4,6%                       | 4,3%                | 4,5%                       |
| 14       | 30 novembre 2014     | 3,6%                | 4,4%                       | 4,0%                | 4,2%                       |
| 15       | 6 dicembre 2014      | 4,3%                | 5,0%                       | 4,4%                | 4,5%                       |
| 16       | 7 dicembre 2014      | 3,9%                | 4,3%                       | 4,1%                | 4,9%                       |
| 17       | 13 dicembre 2014     | 3,2%                | 3,5%                       | 3,6%                | 4,4%                       |
| 18       | 14 dicembre 2014     | 3,8%                | 4,6%                       | 4,2%                | 5,2%                       |
| 19       | 20 dicembre 2014     | 2,8%                | 3,5%                       | 3,6%                | 4,6%                       |
| 20       | 27 dicembre 2014     | 3,4%                | 4,2%                       | 4,0%                | 4,1%                       |
| Media    | Media                | 4,2%                | 4,8%                       | 4,6%                | 5,1%                       |

## Colonna sonora
1. When Love Comes (사랑이 올 때) – Nam Woo-hyun
2. When Love Comes (Acoustic Ver.) (사랑이 올 때 (Acoustic Ver.)) – Lee Hong-ki
3. Should I Knock? (노크할까요?) – Jun Geun-hwa
4. Same Place (같은 자리) – Jung Joon-young
5. Do or Die – Lee Hong-ki
6. When Love Comes (Inst.)
7. Same Place (Inst.)
8. Modern Farmer (모던파머)
9. 뭐 하는겨?
10. 그냥 달려
11. 미움 다시 그리움
12. 쇼킹 행진곡
13. 전국 개그 자랑
14. 어느 작은 시골학교
15. 울고 싶다
16. 키 작은 꼬마
17. 장난감 병정 행진곡

## Riconoscimenti
| Anno | Premio           | Categoria                                           | Ricevente  | Risultato   |
| ---- | ---------------- | --------------------------------------------------- | ---------- | ----------- |
| 2014 | SBS Drama Awards | Premio all'eccellenza, attrice in un drama speciale | Lee Ha-nui | Candidato/a |
| 2014 | SBS Drama Awards | Premio speciale, attrice in un drama speciale       | Lee Il-hwa | Candidato/a |